# Turó de Ca L'Erota
El Turó de Ca L'Erota és una muntanya de 636 metres que es troba al municipi de Sant Martí de Tous, a la comarca catalana de l'Anoia.